# بانسی بیرجو
بانسی بیرجو (به هندی: Bansi Birju) فیلمی محصول سال ۱۹۷۲ و به کارگردانی پراکاش ورما است. در این فیلم بازیگرانی همچون آمیتاب باچان، جایا باچان ایفای نقش کرده‌اند.